# 1845 na literatura

## Nascimentos
| Data           | Nome                      | Profissão | Nacionalidade        | Observações | Ref |
| -------------- | ------------------------- | --------- | -------------------- | ----------- | --- |
| 17 de maio     | Jacint Verdaguer          | poeta     | Espanha (Catalunha)  | m. 1902     |     |
| 18 de julho    | Tristan Corbière          | poeta     | França               | m. 1875     |     |
| 10 de agosto   | Abai Kunanbaev            | poeta     | Rússia (Cazaquistão) | m. 1904     |     |
| 25 de novembro | José Maria Eça de Queiroz | escritor  | Portugal             | m. 1900     |     |

## Mortes
| Data | Nome | Profissão | Nacionalidade | Observações | Ref |
| ---- | ---- | --------- | ------------- | ----------- | --- |